# Boureima Maïga
Boureima Maïga (* 15. November 1983 in Bobo-Dioulasso, Obervolta, heute Burkina Faso) ist ein ehemaliger Fußballspieler, der die Staatsangehörigkeiten Burkina Fasos und Belgiens besitzt.
Er begann seine Karriere bei der Jugendakademie von Planète Champion Ouagadougou in der burkinischen Hauptstadt und spielte bei den belgischen Vereinen KSC Lokeren, RE Bertrix, KRC Waregem sowie KV Oostende. Dann wechselte er zurück in seine Heimat und schloss sich Talba Sport de Bassinko an. Zur Saison 2009/10 kehrte er nach Belgien zurück und wechselte zum KMSK Deinze. Ab 2010 spielte er für Lance FC de Réo und beendete dort ein Jahr später seine Karriere.

## Nationalmannschaft
Maïga nahm an der U-20-WM 2003 sowie der U-17-WM 1999 teil. In den Jahren 2001, 2008 und 2009 bestritt er jeweils ein Spiel für die A-Nationalmannschaft.